# Хезико фон Баленщет-Орламюнде
Хезико фон Баленщет-Орламюнде (на немски: Hesico von Ballenstedt-Orlamünde; Esiko von Honstein; † 1178) от фамилията Аскани e граф на Баленщет-Орламюнде. Прародител е на графовете на Хонщайн.

## Произход
Той е вторият син на граф Херман I фон Ваймар-Орламюнде († 1176) и съпругата му Ирмгард († 1174). Внук е на Албрехт I Мечката († 1170), маркграф на Бранденбург и София фон Винценбург († 1160). Брат е на Зигфрид III († 1206), граф на Ваймар-Орламюнде, женен за принцеса София Датска († ок. 1211), дъщеря на датския крал Валдемар I.

## Фамилия
Хезико фон Баленщет-Орламюнде се жени за Райнвег фон Хонщайн († ок. 1180/1190), полусестра на Бертрада фон Хонщайн, дъщеря на Конрад фон Хонщайн († 1145) и първата му съпруга. Те имат една дъщеря:
- Литруда/ Лутрадис фон Хонщайн (* ок. 1135; † 13 ноември), омъжена ок. 1162 г. за граф Елгер I фон фон Илфелд-Хонщайн († 1190), син на леля ѝ Бертрада фон Хонщайн и на граф Аделгер фон Илфелд († 1128). Литруда/ Лутрадис фон Хонщайн, основава „графската династия фон Хонщайн“, и вероятно има децата:[2]
  - Елгер II фон Хонщайн († 16 септември 1219)
  - Фридрих фон Хонщайн († 1201?)